# Vv ATC '65
Vv ATC '65 is een amateurvoetbalvereniging uit Hengelo Overijssel, Nederland.
De club kwam altijd uit in het zondagvoetbal, maar vanaf 2020 komt ATC ook uit in de zaterdagafdeling. Sinds 2023 is er geen standaardelftal op zondag meer. 
Het standaardelftal komt in het seizoen 2024/25 uit in de Eerste klasse in het KNVB-district Oost. Het eerste vrouwenelftal komt uit in de Derde klasse in het district Oost.

## Algemeen
De club werd in 1965 door dertig man gesticht. Dat verklaart ook de naam van de vereniging, ATC staat voor A Triginta Conditum, dat uit het Latijn vertaald, letterlijk betekent: uit dertig ontstaan. Cees Krijnsen was de eerste voorzitter; hij bestuurde de club met enkele onderbrekingen tot midden jaren "90. In 1995 nam Joop Munsterman het roer over van deze ambitieuze voetbalvereniging; dezelfde man die in 2004 voorzitter werd van FC Twente uit Enschede.
Accommodatie
De club begon op de bijvelden van Stadion Veldwijk (het huidige Fanny Blankers-Koen Stadion, tevens het huidige trainingscomplex van FC Twente) en verhuisde in 1973 naar een nieuwe sportaccommodatie Groot Driene, waar ATC beschikte over een hoofdveld, twee speelvelden en anderhalf trainingsveld. De club speelt thans (2008) op het “Sportpark Slangenbeek” aan de Torenlaan. Er wordt nu beschikt over een van kunstgras gemaakt hoofdveld, drie gewone grasvelden en nog twee kunstgrasvelden. In 2004 werd de nieuwe tribune geopend.

## Mannenvoetbal

### Standaardelftallen

#### Zaterdag
Het standaardelftal in het zaterdagvoetbal komt met ingang van het seizoen 2018/19 uit in de Vierde klasse, op het laagste niveau in het KNVB-district Oost. Met ingang van het seizoen 2023/24 heeft ATC'65 met haar standaard elftal de overstap gemaakt van de zondag naar de zaterdag en komt het uit in de Tweede klasse. In hetzelfde seizoen promoveert het direct naar de Eerste klasse.
Competitieresultaten 2018–
| 3 4F |

| 3 4E |

| 6 4F |

| 2 4F |

| 7 3D |

| 1 2I |

| - 1E |

| Eerste klasse | Tweede klasse | Derde klasse | Vierde klasse |

#### Zondag
Het standaardelftal in het zondagvoetbal komt uit in de Tweede klasse. In de seizoenen 2004/05 (het enige seizoen dat het was ingedeeld in district Noord), 2005/06 en 2007/08-2008/09 speelde dit team in de Eerste klasse, de hoogst bereikte klasse.
Competitieresultaten zondag 1967–2018
| 1 2A |

| 2 1B |

| 3 1A |

| 1 1A |

| 5 4A |

| 7 4A |

| 5 4A |

| 11 4B |

| 11 4B |

| 2 4B |

| 1 4B |

| 11 3A |

| 4 4A |

| 6 4A |

| 6 4A |

| 10 4B |

| 12 4B |

| 8 1A |

| 8 1A |

| 10 1A |

| 8 2B |

| 7 2B |

| 4 2A |

| 1 2A |

| 10 1B |

| 3 2B |

| 3 2B |

| 5 1B |

| 7 1A |

| 1 1B |

| 9 4A |

| 2 4A |

| 1 4A |

| 1 3A |

| 9 2J |

| 3 3A |

| 7 2J |

| 1 2J |

| 5 1F |

| 10 1E |

| 1 2J |

| 9 1E |

| 12 1E |

| 10 2J |

| 10 2J |

| 8 2J |

| 8 2J |

| 11 2J |

| 4 3A |

| 10 2J |

| 10 2J |

| 6 2J |

| - 2J |

| Eerste klasse | Tweede klasse | Derde klasse | Vierde klasse | Eerste klasse TVB | Tweede klasse TVB |

In elke staaf van de grafiek staat van boven naar beneden vermeld: 
- Eindnotering

Dit is de positie die de club heeft bereikt in de competitie, zonder eventuele beslissings-, play-off- of nacompetitiewedstrijden die nodig zijn geweest om bijvoorbeeld de kampioen van de competitie te bepalen.
Indien een * achter het getal staat is de notering een tussenstand en kan het zijn dat de notering niet overeenkomt met de uiteindelijke eindstand van de competitie.
Staat er een - dan is het seizoen nog bezig en is er geen definitieve uitslag bekend.
Staat er xx op de positie van de notering, dan heeft de club vroegtijdig de competitie verlaten. Dit kan onder andere komen door terugtrekking van het team, faillissement van de club of door een uitgedeelde straf van de KNVB. In veel gevallen staat elders in het artikel de reden vermeld.
Staat er een ? dan is het resultaat uit het verleden onbekend, en is alleen de competitie of het niveau bekend van dat seizoen.
In de seizoenen 2019/20 en 2020/21 werd wegens de coronacrisis het amateurvoetbal afgebroken. Daardoor kennen deze staven geen eindklassering (middels -- weergegeven).
- Competitieniveau en afdelingsletter of Officiële eindstand Eredivisie
  - Competitieniveau en afdelingsletter

Hierbij geeft het getal het niveau weer, dat ook terug te vinden is in de legenda. De letter is de afdelingsaanduiding en wordt gebruikt wanneer er meer afdelingen zijn op hetzelfde niveau. De afdelingsletter is altijd een hoofdletter en wordt meestal zonder nummer gebruikt.
Voorbeeld: 2F is niveau 2e klasse competitie F.
Het competitieniveau en nummer wordt niet vermeld wanneer er slechts één competitie van dit niveau was.
  - Officiële eindstand Eredivisie (getal staat tussen haakjes vermeld)

Sinds de introductie van play-offwedstrijden voor Europees voetbal na afloop van de reguliere competitie in 2005/06, is de KNVB verplicht een eindstand van de Eredivisie door te geven aan de UEFA aan de hand van deze play-offwedstrijden.
Bij deze eindstand staan clubs die zich hebben gekwalificeerd voor Europees voetbal hoger dan clubs die zich niet wisten te kwalificeren. Indien er geen verschil was tussen de eindnotering en de officiële eindstand, staat dit getal niet vermeld.

- Onderafdeling

Hier staat afgekort de naam van de onderafdeling indien de club in dat jaar in een onderafdeling uitkwam. Tevens staat deze afkorting in de legenda en wordt gelinkt naar het artikel over deze onderafdeling. Deze afkorting wordt alleen vermeld wanneer de club in het verleden in verschillende onderafdelingen heeft gespeeld. Deze vermelding is in de staaf altijd in kleine letters. Deze onderafdelingen zijn na het seizoen 1995/96 afgeschaft. Heeft de club in slechts één onderafdeling gespeeld, dan is dit alleen terug te vinden in de legenda.
Onder de staaf staat het jaartal vermeld waarin het seizoen is afgesloten. 15 verwijst naar het seizoen 2014/15 of eventueel het seizoen 1914/15.
Wanneer een staaf leeg is, zijn deze gegevens niet bekend. Het kan ook zijn dat de club dat seizoen niet heeft meegespeeld op het hogere amateurniveau, vroegtijdig de competitie heeft verlaten of uit de competitie is gezet.

In het seizoen 1944/45 was er wegens de Tweede Wereldoorlog geen regulier competitievoetbal.

## Vrouwenvoetbal
In seizoen 2009/10 kwam ATC voor het eerst uit in de Eerste Klasse voor vrouwenvoetbal. Het team dat deelnam was het beloften elftal van FC Twente, dat in 2008/09 uitkwam in een jongenscompetitie, maar vanwege de grote verschillen in fysieke kracht wisselde naar een vrouwencompetitie. Doordat FC Twente niet met twee elftallen in de vrouwencompetities uit mocht komen werd er gevoetbald onder de naam ATC (powered by FC Twente). De shirts waren zwart, met daarop het logo van ATC, terwijl op de eveneens zwarte broeken het logo van FC Twente stond. Vanaf het tweede seizoen werd in tenues van FC Twente gespeeld. Het elftal werd in haar eerste jaar kampioen en wist ook de promotie play-offs te winnen, waardoor het elftal in het seizoen 2010/11 in de Hoofdklasse uitkwam, het hoogste amateurniveau bij de vrouwen. Hierin eindigde de ploeg op de vierde plaats. Voor het seizoen erop (2011/12) werd de Topklasse als hoogste amateurniveau ingevoerd en speelde ATC vervolgens in deze competitie. Vanaf het seizoen 2014/15 werd het beloftenteam van FC Twente in de eigen jeugdopleiding geïntegreerd. Wel bleef Jong FC Twente op het veld van ATC '65 spelen. De club startte een eigen vrouwenteam.
In het seizoen 2018/19 komt het eerste vrouwenelftal uit in de Derde klasse in het KNVB-district Oost.

### Erelijst
kampioen Eerste klasse B: 2010

## Basketbal
Uit de voetbalclub ontstond ook een basketbalvereniging. De Basketballvereniging ATC '65 fuseerde in 2005 met een andere Hengelose vereniging, Twente Ice Cubes', tot Twente Buzzards.
Achilles '12 · ATC '65 · Barbaros · KSV BWO · HVV Hengelo · SV Juliana '32 · HVV Tubantia · TVO · SV Wilhelminaschool

Voormalig: GOLTO